# 남딘역

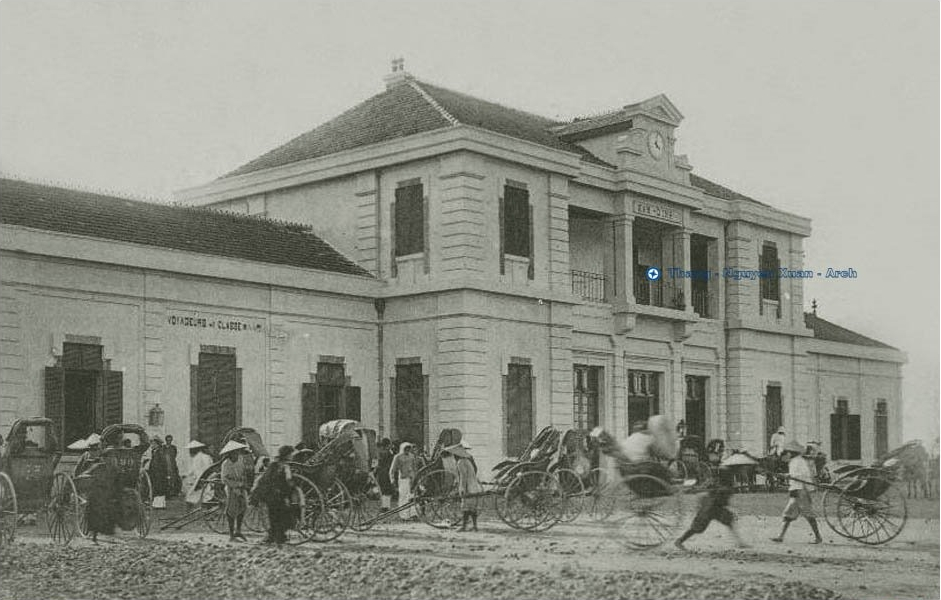

남딘역(베트남어: Nam Định / 南定, 남정)은 베트남 남딘 성의 성도(省都) 남딘에 있는 철도 역이다. 남북선에 있다.

## 인접 역
| 남북선        | 남북선 | 남북선        |
| ------------- | ------ | ------------- |
| 푸리역 하노이 |        | 닌빈역 호찌민 |